# SESC Film Festival
Il SESC Film Festival, anche detto Festival SESC Melhores Filmes, è il più grande festival cinematografico brasiliano, istituito nel 1974 dalla SESC (Servizi sociali del commercio, in portoghese Serviço Social do Comércio) allo scopo di favorire la conoscenza e la diffusione del cinema nazionale e  internazionale. Ogni anno a primavera, 15 città del Brasile ospitano una rassegna cinematografica della durata di venti giorni, durante la quale vengono presentati centinaia di film provenienti da tutto il mondo. Chiunque lo desideri può guardare il film pagando un prezzo inferiore al biglietto del cinema.
Al termine dell'evento cinematografico, vengono assegnati i premi SESC. Dal 1975 al 1998 la critica e il pubblico assegnavano due premi (Miglior film e Miglior film straniero) per un totale di quattro premi. Successivamente sono state aggiunte più categorie ma è stata mantenuto il distinguo fra pubblico e critica, per permettere al pubblico di esprimere il proprio voto.

## Premi
| Critic Awards             | Audience Awards |
| ------------------------- | --------------- |
| Miglior film              |                 |
| Miglior film straniero    |                 |
| Miglior attore            |                 |
| Miglior attore straniero  |                 |
| Miglior attrice           |                 |
| Miglior attrice straniera |                 |
| Miglior regista           |                 |
| Miglior regista straniero |                 |
| Miglior sceneggiatura     |                 |
| Miglior fotografia        |                 |
| Miglior documentario      |                 |